# Gmina Świątki
Die Gmina Świątki ist eine Landgemeinde im Powiat Olsztyński der Woiwodschaft Ermland-Masuren in Polen. Ihr Sitz ist das gleichnamige Dorf (deutsch Heiligenthal).

## Gemeinde
Zur Landgemeinde Świątki  gehören 13 Dörfer (deutsche Namen, amtlich bis 1945) mit einem Schulzenamt:
- Brzydowo (Seubersdorf)
- Dąbrówka (Deppen)
- Garzewo (Świątki) (Alt Garschen)
- Gołogóra (Blankenberg)
- Jankowo (Ankendorf)
- Kalisty (Kallisten)
- Klony (Kleinenfeld)
- Konradowo (Waltersmühl)
- Kwiecewo ((Königlich) Queetz)
- Różynka (Rosengarth)
- Skolity (Schlitt)
- Świątki (Heiligenthal)
- Włodowo (Waltersdorf)
- Worławki (Warlack)
- Wysokie (Hohenfeld)

Weitere Ortschaften der Gemeinde sind:
- Brzeźno (Bergling)
- Brzydowo (Osada)
- Drzazgi (Kienberg)
- Kiewry
- Kłobia (Kloben)
- Komalwy (Komalmen)
- Kwiecewo (Osada) (Adlig Queetz)
- Łumpia (Lomp)
- Żardeniki (Scharnigk A/Scharnigk B)

sowie: Różanka-Leśniczówka und Gajnica

## Partnergemeinde
Nortrup in Niedersachsen ist Partnergemeinde von Świątki.

## Söhne des Ortes
- Gerhard Gerigk (1925–2007), Unteroffizier und Bauunternehmer